# Concorde (vliegtuig)

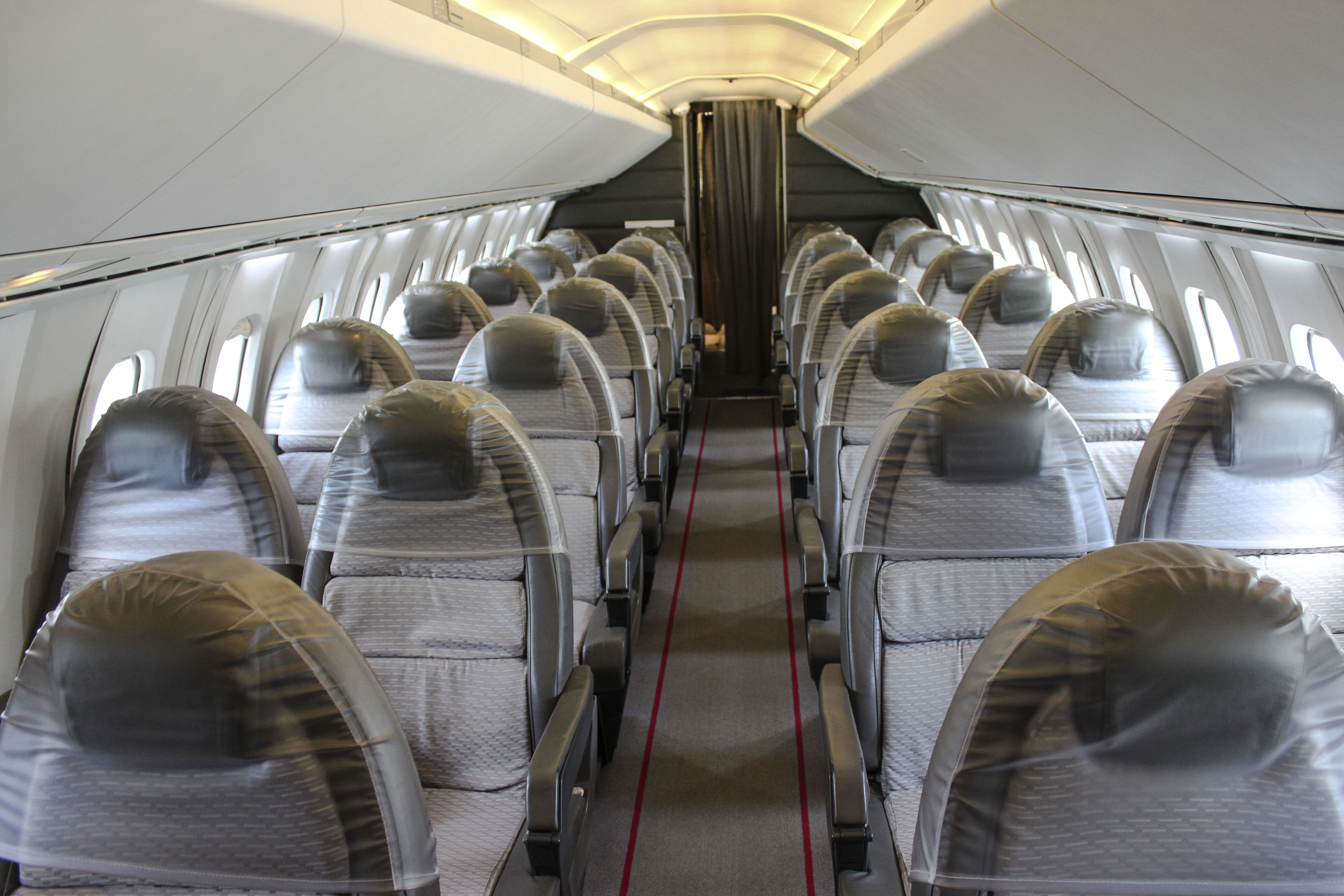
Cabine van de Concorde

De Concorde was een supersonisch passagiersvliegtuig. Er zijn slechts twintig toestellen van gebouwd, waaronder vier prototypes. Het vliegtuig vloog voor het eerst in 1969, het maakte zijn laatste vlucht op 26 november 2003. De naam betekent eendracht.
De Concorde was een prestigeproject van de Britse en Franse regeringen. De plannen voor het toestel werden al in 1955 gemaakt. De ontwikkeling ging gepaard met allerlei samenwerkingsproblemen tussen de Britten en de Fransen, die vaak op hoog politiek niveau moesten worden beslecht. Nog een oorzaak van de problemen was dat er in beide landen een productielijn werd aangehouden. Dit zou echter wel enkele jaren later leiden tot het ontstaan van het internationale consortium Airbus.
De Concorde kon tot op 18 kilometer hoogte vliegen en een snelheid bereiken van mach 2,04, ruim tweemaal de snelheid van het geluid. Daardoor vloog het toestel in minder dan drie uur van Londen naar New York. De Concorde vestigde op 7 februari 1996 een snelheidsrecord van 1920 km/h op het traject New York–Londen. Het toestel had een startsnelheid van ongeveer 400 km/h en een landingssnelheid rond 290 km/h.

## Geschiedenis
In 1952 werd met de Britse De Havilland DH.106 Comet de straalmotor in de burgerluchtvaart geïntroduceerd. Meerdere fabrikanten kwamen vervolgens met eigen toestellen, zoals de Boeing 707, de Caravelle en de Tupolev Tu-104. Een logische vervolgstap was het nog verder opvoeren van de snelheid, wat aanleiding was voor diverse projecten voor supersonisch transport (SST). 
Boeing startte al in 1952 een studie voor een SST wat uitmondde in model 733 en uiteindelijk de Boeing 2707. Het Verenigd Koninkrijk hield de eerste studiebijeenkomst op 25 februari 1954. Nadat de Caravelle in 1959 in dienst was gekomen ging ook de ontwerpafdeling van Sud Aviation over tot een studie naar SST, wat resulteerde in de Super Caravelle. 
De Sovjet-Unie was blijkbaar ook bezig met een studie want in 1962 werd het ontwerp van de Tupolev Tu-144 wereldkundig gemaakt. De Britse studiegroep publiceerde haar verslag, het STAC-rapport, in 1959 en snel bleek dat zowel de Britten als de Fransen een ontwerp met deltavleugels op de tekentafels hadden staan. Het Britse ontwerp, de zesmotorige Bristol 198, ging uit van 120 passagiers voor de lange, trans-Atlantische afstand, terwijl de Fransen, net als bij de subsone Caravelle, mikten op de middellange afstand. 
De eerste besprekingen tussen Sud Aviation en British Aircraft Corporation (BAC), die de Britse opdracht voor de SST-ontwikkeling had gekregen, vonden in 1960 plaats; de eerste formele besprekingen volgden op 8 juni 1961. In 1961 presenteerde Sud Aviation op de luchtvaartsalon van Parijs haar Super Caravelle, een viermotorig SST-toestel voor 60 tot 70 passagiers. Hierbij boekte Sud Aviation ook een commercieel succes met belangstelling van de Braziliaanse luchtvaartmaatschappij Panair do Brasil. In oktober 1961 werd een verkoopovereenkomst gesloten voor vier Caravelles waarbij Panair bedong dat zij de eerste drie productietoestellen van de Super Caravelle zou afnemen.

### Eendracht

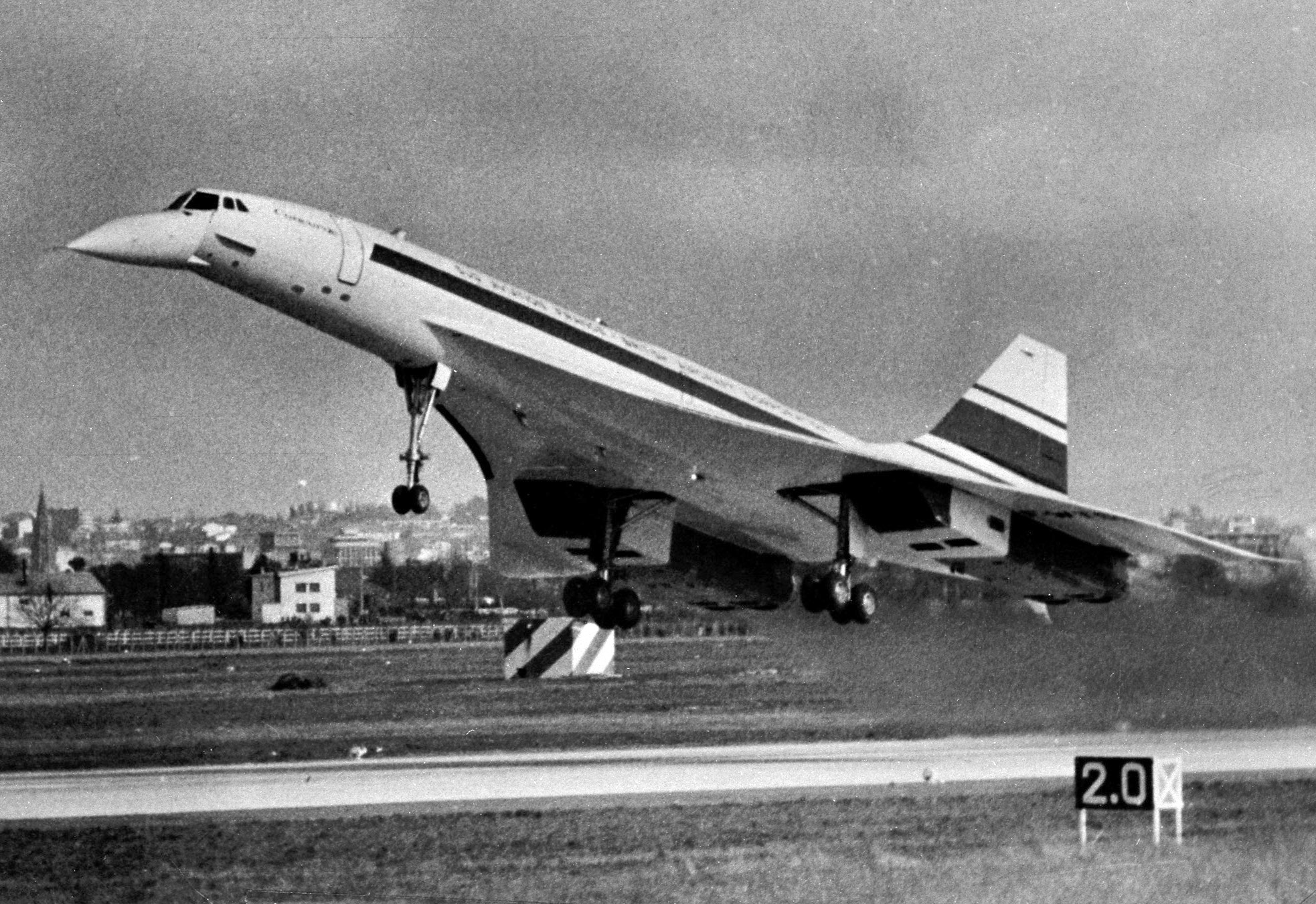
Concorde 001, 2 maart 1969.

De Brits-Franse besprekingen leidden tot de conclusie dat, gezien de omvang van het project, de ontwikkeling van supersonische vliegtuigen gezamenlijk ter hand genomen moest worden. Op 29 november 1962 werd in Londen een verdrag gesloten tussen de Britse en Franse regering voor de ontwikkeling van supersonische burgervliegtuigen. Het verdrag liet de mogelijkheid open om versies voor middellange en lange afstand te ontwikkelen. De Brits-Franse eendracht kwam tot uiting in de naam van het toestel waarbij de Britten instemden met de Franse spelling Concorde en niet het Engelse Concord. 
Het Britse STAC-onderzoek had onder andere geconcludeerd dat een toestel voor de lange afstand economisch haalbaar zou zijn, maar voor de middellange afstand niet. In gesprekken met de luchtvaartmaatschappijen bleek ook dat de belangstelling uitging naar een toestel voor de lange afstand. In de zomer van 1963 werd besloten dat er één versie voor 100 tot 120 passagiers zou worden ontwikkeld op basis van een verkleinde Bristol 223, die de Britten vanaf 1960 hadden ontworpen. De Super Caravelle als supersonisch toestel werd geschrapt.
Het ontwikkelingsschema voor de Concorde voorzag de eerste vlucht op 28 februari 1968 en certificering in 1971. De kosten van het project werden geraamd op 150 miljoen pond. Dit bedrag omvatte de ontwikkelingskosten, de bouw van prototypes en testvluchten. Om uit de kosten te komen zouden 150 toestellen verkocht moeten worden. Het definitieve ontwerp werd gepresenteerd op de vergadering van de technische commissie van de IATA in 1964 te Beiroet. Door politieke en financiële tegenslagen maakte de Concorde zijn eerste vlucht pas op 2 maart 1969.

### Opties
Panair do Brasil had geen moeite met een groter toestel en hield vast aan haar claim op de eerste drie productietoestellen. De Britten vonden het aannemen van opties begin 1963 prematuur, maar door druk van Pan Am werd dit toch mogelijk en op 3 juni 1963 plaatsten Air France, BOAC en Pan Am ieder 6 opties, waarmee er 21 in de boeken stonden. De opties van deze drie belangrijke maatschappijen werden later dat jaar gevolgd door opties van andere Amerikaanse maatschappijen, TWA, American en Continental en de Libanese maatschappij MEA, die het toestel wilde inzetten tussen Beiroet en New York, met een tankstop in Toulouse. Panair werd in 1965 geliquideerd in de nasleep van de staatsgreep van 1964 in Brazilië, waarmee deze drie opties vervielen. Toen de eerste vlucht plaatsvond, waren er 74 opties van 16 verschillende maatschappijen.
| Maatschappij         | Aantal | Geplaatst         | Geannuleerd      | Opmerkingen                                                    | Aantal per 1 maart 1969 |
| -------------------- | ------ | ----------------- | ---------------- | -------------------------------------------------------------- | ----------------------- |
| Panair do Brasil     | 3      | oktober 1961      | 10 februari 1965 |                                                                | 0                       |
| Pan Am               | 6      | 3 juni 1963       | 31 januari 1973  | in 1964 verhoogd tot 8 opties                                  | 8                       |
| Air France           | 6      | 3 juni 1963       |                  | in 1964 verhoogd tot 8 opties                                  | 8                       |
| BOAC                 | 6      | 3 juni 1963       |                  | in 1964 verhoogd tot 8 opties                                  | 8                       |
| Continental Airlines | 3      | 24 juli 1963      | mrt 1973         |                                                                | 3                       |
| American Airlines    | 4      | 7 oktober 1963    | februari 1973    | in 1965 verhoogd tot 6 opties                                  | 6                       |
| TWA                  | 4      | 16 oktober 1963   | 31 januari 1973  | in 1965 verhoogd tot 6 opties                                  | 6                       |
| MEA                  | 2      | 4 december 1963   | februari 1973    |                                                                | 2                       |
| Qantas               | 6      | 19 maart 1964     |                  | 2 geannuleerd in mei 1966                                      | 4                       |
| Air India            | 2      | 15 juli 1964      | februari 1975    |                                                                | 2                       |
| Japan Airlines       | 3      | 30 september 1965 | 1973             |                                                                | 3                       |
| Sabena               | 2      | 1 december 1965   | februari 1973    |                                                                | 2                       |
| Eastern Airlines     | 2      | 28 juni 1966      | februari 1973    | op 15 aug 1966 verhoogd tot 4 en op 28 apr 1967 verhoogd tot 6 | 6                       |
| United Airlines      | 6      | 29 juni 1966      | 26 oktober 1972  |                                                                | 6                       |
| Braniff              | 3      | 1 september 1966  | februari 1973    |                                                                | 3                       |
| Lufthansa            | 3      | 16 februari 1967  | april 1973       |                                                                | 3                       |
| Air Canada           | 4      | 1 maart 1967      | 6 juni 1972      |                                                                | 4                       |

In maart 1969 gaven de regeringen toestemming voor de bouw van varianten voor tests en productie:
- twee testframes, een voor materiaalproeven en de ander voor thermische proeven
- twee pre-productietoestellen
- drie productietoestellen, elk een voor Air France (de 201), BOAC (de 202) en Pan Am (de 203). In december volgde toestemming voor nog eens drie productietoestellen, de nummers 204, 205 en 206.

## Ontwikkeling
Voor het Concordeproject wilden beide landen een eigen fabriek hebben, zodat zowel in Toulouse als in Filton een montagelijn werd opgezet. De montagelijnen bouwden de diverse onderdelen samen tot een vliegtuig. De productie van de verschillende onderdelen werd echter verdeeld over gespecialiseerde productielijnen, waarbij de vleugels, de rompsegmenten tussen de vleugels en het landingsgestel in Frankrijk, en de motorgondels, de cockpit, het voorste rompsegment, de staart, de staartkegel en de bewegende neus in het Verenigd Koninkrijk gebouwd zouden worden. 
Voor de boordsystemen werd ook een verdeling gemaakt tussen BAC en Sud Aviation; BAC werd verantwoordelijk voor de elektronica, zuurstofvoorziening, brandstofsysteem, motorinstrumenten, motoraansturing, brandbestrijding, luchtverversing en anti-ijssystemen. Sud Aviation kreeg de verantwoordelijkheid voor de hydraulische systemen, besturing, navigatie, communicatie en luchttoevoer. BAC en Sud Aviation bouwden deze boordsystemen niet allemaal zelf; veel werd besteld bij gespecialiseerde bedrijven. Om de eigen industrie te beschermen, wilden de beide regeringen minstens een evenwichtige werkverdeling hebben, zodat de aanbesteding tot veel discussies en vertraging leidde. Voor de motoren gold dat niet: omdat de Fransen zelf geen motor konden leveren met voldoende stuwkracht, werd van meet af aan Rolls Royce als bouwer ingeschakeld, waarbij de Franse fabrikant SNECMA bijdroeg door de levering van de uitlaten en straalomkeerders.

### Vorm
Bij toenemende vliegsnelheid is de toenemende luchtweerstand een beperkende factor. Al in de jaren vijftig was bekend dat de spanwijdte van het vliegtuig de grootste invloed had op de luchtweerstand bij supersonische vliegtuigen. De vleugels van de eerste supersonische gevechtsvliegtuigen, zoals de Starfighter, werden dan ook zo kort mogelijk gehouden. Deze korte vleugels leverden echter bij lagere snelheden te weinig draagkracht op zodat hoge landingssnelheden vereist zijn. Voor een licht gevechtsvliegtuig was dat nog wel aanvaardbaar, voor een relatief zwaar passagierstoestel was dit onverantwoord. 
Een doorbraak kwam met de bevinding dat gebruik kon worden gemaakt van het vortexeffect. Als een deltavleugel onder een grote invalshoek gehouden wordt, ontstaat de zogeheten vortexlift, waarmee extra draagkracht ontstaat bij lagere snelheden. Het idee van de deltavleugel werd vervolgens toegepast in nieuwe gevechtsvliegtuigen, zoals de Dassault Mirage III in 1958. De ontwerpen voor civiele SST's gingen allemaal uit van deltavleugels en daarmee kreeg ook de Concorde deze voor passagiersvliegtuigen ongebruikelijke vorm. De Franse vliegtuigbouwer Marcel Dassault had bij de ontwikkeling van de Mirage al praktijkervaring opgedaan met deltavleugels. Om deltavleugels bij lage snelheden te testen bouwden de Britten de HP 115, die voor het eerst vloog op 17 augustus 1961. Voor proeven met hoge snelheid werd de BAC 221 gebouwd, waarmee zowel de deltavleugel als de beweegbare neus werden getest; dit toestel vloog voor het eerst op 1 mei 1964. Naast deze praktijkproeven werden ook vele windtunnelproeven genomen om de vorm van de vleugel te bepalen. 
De uiteindelijke vleugel van de Concorde werd geen zuivere driehoek maar kreeg een glooiende rand aan de voorzijde. Om de vereiste invalshoek te kunnen bereiken werden de Concordes op een hoog landingsgestel geplaatst zodat de staart niet tijdens de start of landing tegen de grond zou slaan. De neus van het toestel was neerklapbaar, zodat de cockpitbemanning ondanks de grote invalshoek toch enig zicht op de landingsbaan behield.

### Stabiliteit

Brandstofverdeling:
A: Opstijgen
B: Noodafremming
C: Afremmen en landen

De Concorde beschikt niet over aparte trimvlakken om het vliegtuig te stabiliseren. Deze zouden het gewicht en de luchtweerstand van het vliegtuig verhogen. Door een ingenieus systeem werd de brandstof in het vliegtuig gebruikt voor de stabilisatie. De motoren betrekken hun brandstof uit de groene tanks op de tekening. Tijdens het versnellen (A) wordt het zwaartepunt naar achter verplaatst door de verbruikte brandstof aan te vullen en de staarttank te vullen. In geval van nood (B) kan het zwaartepunt weer snel naar voren worden verplaatst. De reguliere overgang van supersonisch naar subsonisch (C) houdt in dat de staarttank de hoofdtank vult tot genoeg brandstof voor de rest van de vlucht, terwijl de reservebrandstof naar de voorste tank gaat. Als langere tijd subsonisch gevlogen moet worden, wordt de brandstof gelijk verdeeld over de voorste tank en de hoofdtank.

### Motoren
De Concorde moest lange afstanden overbruggen op een economisch haalbare manier. Hiervoor was een zeer efficiënte motor noodzakelijk. De Concorde moest ook in staat zijn tot een supercruise, dat wil zeggen: gedurende lange tijd supersonisch kunnen vliegen. Turbofanmotoren kwamen vanwege de grote doorsnee en daarmee luchtweerstand niet in aanmerking, zodat gekozen werd voor een zuivere straalmotor.
Voor een geschikt motortype keek men naar militaire vliegtuigen. Van de Bristol-motor van de Avro Vulcan-bommenwerper was voor de BAC TSR-2-bommenwerper uit de jaren zestig al een supersonische variant met naverbrander ontwikkeld, de Olympus 320. Dit werd de basis voor de Rolls-Royce/Snecma Olympus 593, de motor voor de Concorde. 
Straalmotoren kunnen tot ongeveer mach 0,5 de luchttoevoer goed verwerken, maar daarboven moet de lucht worden afgeremd voordat de compressor wordt bereikt. Voor de Concorde betekende dit dat de luchtstroom voor de motor van mach 2 naar mach 0,5 vertraagd moest worden. Hiervoor werd in de motorgondels een systeem gebouwd om de luchtstroom te vertragen en de daarbij ontstane schokgolven te dempen. Het systeem bestaat uit kleppen in de luchtinlaat en een regelbare luchtuitlaat onder in de motorgondel. Omdat de aansturing van dit systeem nauw luisterde, werd het geheel geautomatiseerd om zich automatisch aan de gevraagde stuwkracht aan te passen. Het motorbesturingssysteem Thrust-by-wire werd ontwikkeld door Ultra Electronics.

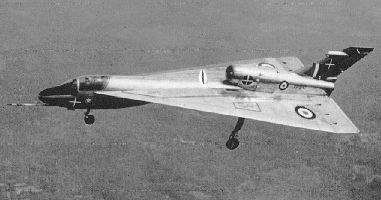
De HP 115
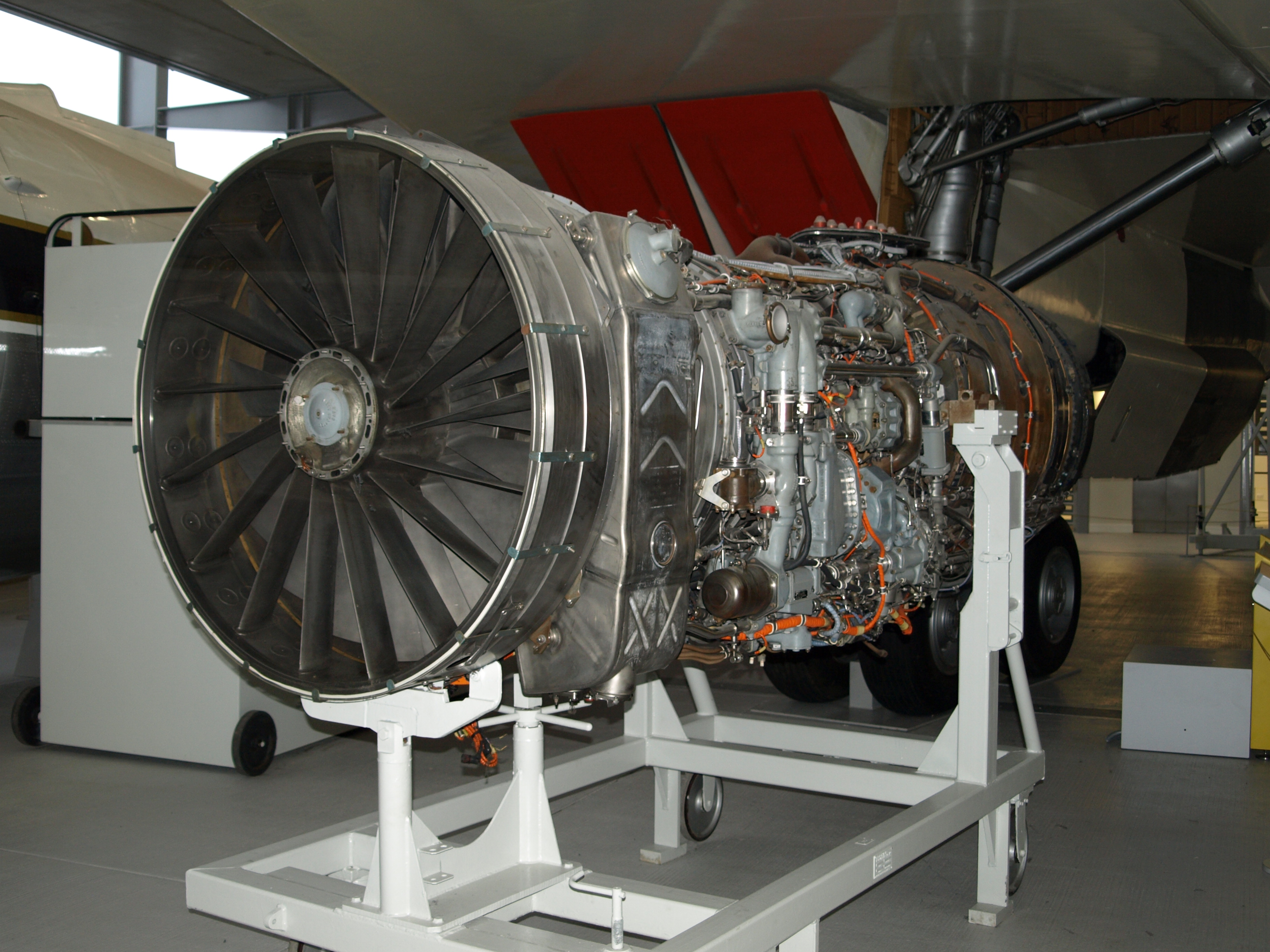
Concorde motor Rolls-Royce SNECMA Olympus593
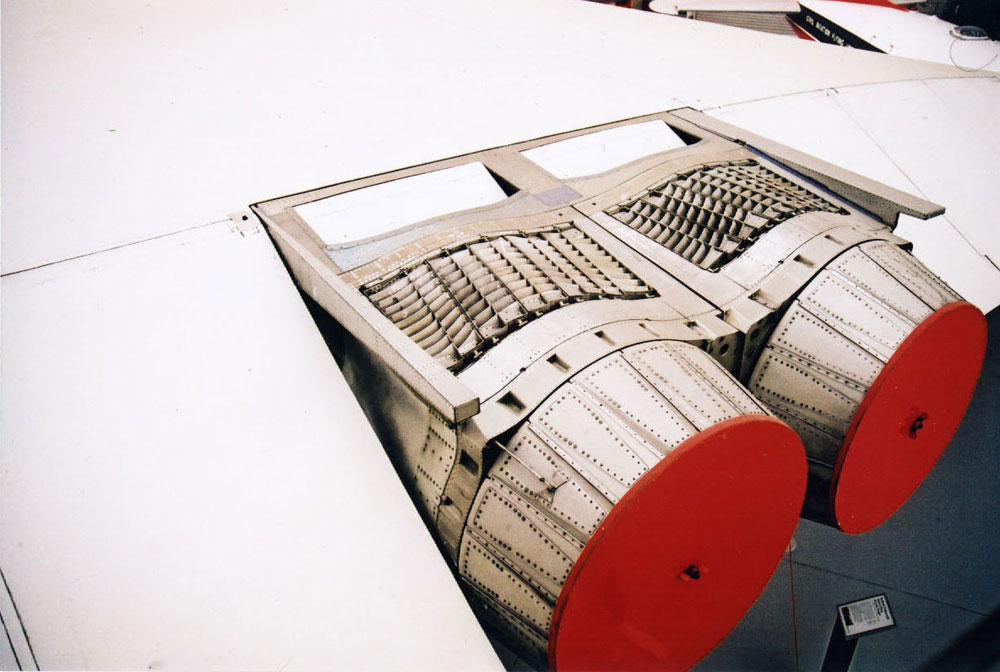
Uitlaten van G-AXDN, ontwerp gewijzigd bij productietoestellen
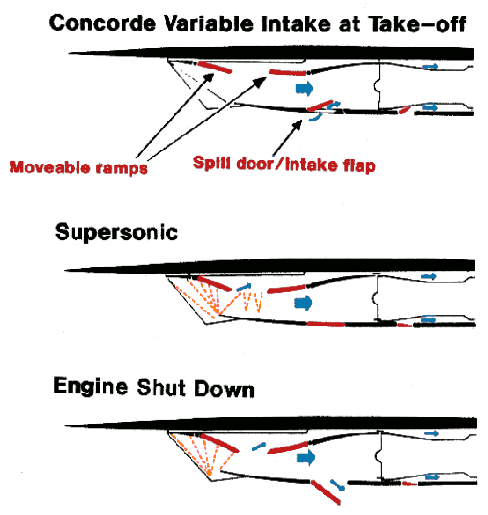
Schema van de luchttoevoer naar de motoren
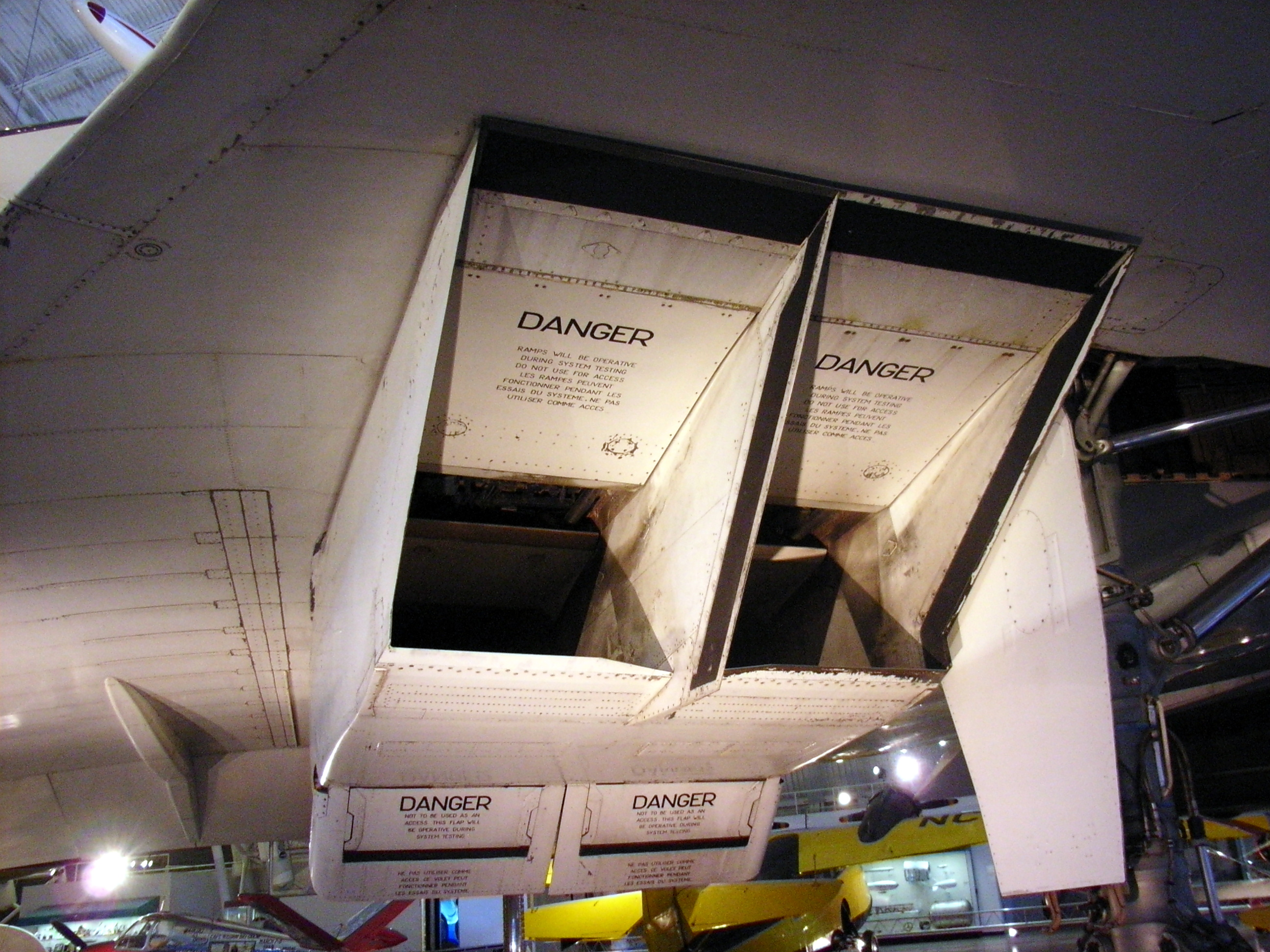
Luchtinlaat van de Concorde

Voor extra stuwkracht tijdens het opstijgen en het doorbreken van de geluidsbarrière maakt de Concorde gebruik van naverbranders. Het extra brandstofgebruik weegt op tegen de zeer doelmatige werking van de motoren boven mach 1. De ondoelmatigheid van straalmotoren bij lage snelheden blijkt ook uit het feit dat de Concorde tijdens het taxiën ongeveer 2000 kg lichter werd door het brandstofverbruik. Na de landing werden de binnenste motoren uitgeschakeld omdat de geleverde stuwkracht anders te hoog zou zijn voor het taxiën met een inmiddels lichter toestel.

### Warmte

Opwarming van de huid bij mach 2

Luchtweerstand zorgt voor het opwarmen van de huid van het vliegtuig en bij supersonische snelheden ook voor het opwarmen van de binnenkant. De Concorde werd dan ook gebouwd van een koper-aluminiumlegering RR58 die een opwarming tot 127 °C aankan zonder te verzwakken bij regelmatige temperatuurschommelingen. Om opwarming boven de 127 °C te voorkomen werd de maximumsnelheid van de Concorde beperkt tot mach 2,2. 
Uitgebreide thermische tests begonnen in september 1969 en eindigden in 1972. Tijdens deze tests werd een compleet frame blootgesteld aan diverse krachten. Hierbij werden binnen 15 minuten alle temperaturen tussen de −10 °C en +120 °C doorlopen. 
In 1972 werd het startgewicht op 174 636 kg vastgelegd waarmee het toestel het gewenste aantal van 45.000 vlieguren zonder problemen zou meegaan. Op supersonische snelheden werd de romp door opwarming dertig centimeter langer, waardoor bijvoorbeeld tussen de achterwand van de cockpit en het instrumentenpaneel ruimte ontstond. Door gebruik te maken van reflecterend wit voor de beschildering van het vliegtuig, kon de opwarming bij mach 2 tussen de 6 °C en 11 °C beperkt worden. De beschildering van het vliegtuig was dan ook geen vrije keuze maar moest voor het grootste deel bestaan uit reflecterend wit. Concorde F-BTSD werd in 1996 voor korte tijd in het blauw geschilderd voor een reclameactie van Pepsi Cola. Air France is destijds gewaarschuwd om het toestel niet langer dan 20 minuten boven mach 2 te laten vliegen. 
De temperatuur in het toestel was een apart probleem. In vliegtuigen moet de drukcabine normaal gesproken worden verwarmd. Bij de Concorde is dat bij subsonische snelheden ook het geval, maar bij hogere snelheden is koeling noodzakelijk, zodat een complex systeem van luchtverversing ontwikkeld moest worden. Hierbij kwam nog de extra complicatie dat de luchttoevoer onder de regie van Aérospatiale viel en de rest onder die van BAC.

## Toestellen

### Prototypes

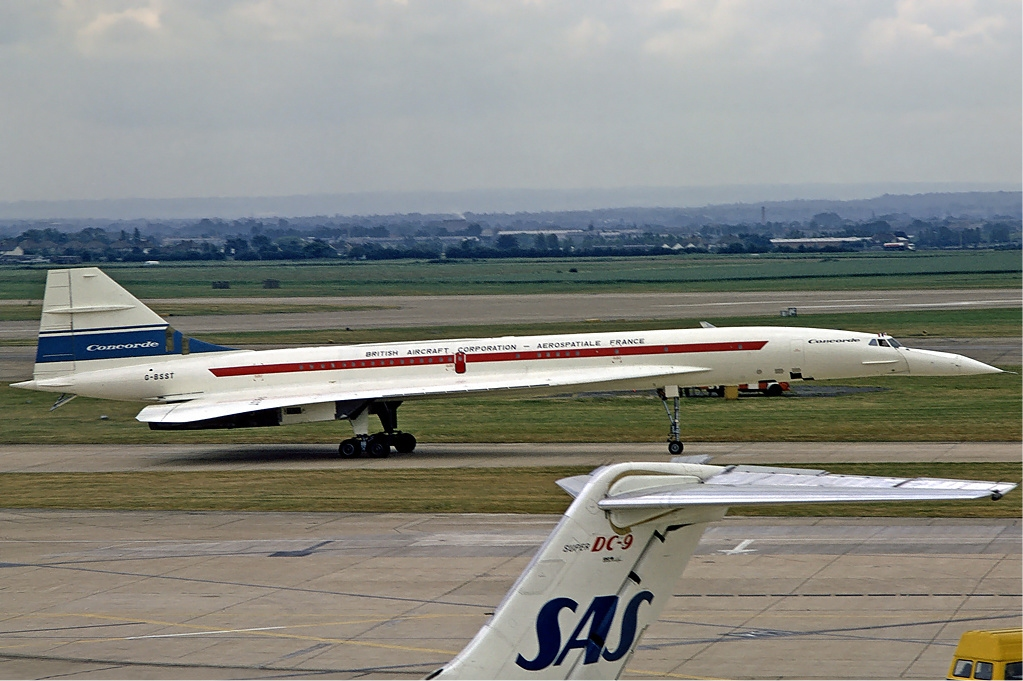
Prototype 002 op Heathrow, 2 juli 1972

Voor de testvluchten werd zowel een Frans als een Brits prototype gebouwd. Het eerste toestel was eind 1967 gereed, maar moest nog tests ondergaan voordat ermee gevlogen kon worden. De prototypes waren volgestouwd met meetapparatuur en voorzien van een remparachute. 
Op 2 maart 1969, om 15:50 uur steeg het eerste Franse toestel op in Toulouse. Op 9 april volgde het eerste Britse toestel, vanaf het Britse vliegveld Filton. De beide toestellen werden op de luchtvaartsalon van Parijs op 7 en 8 juni 1969 aan het publiek getoond. 
Op 1 oktober 1969 brak Concorde 001, tijdens de 45e testvlucht, voor het eerst door de geluidsbarrière. Na een aantal aanpassingen aan de motoren volgde Concorde 002 op 25 maart 1970. Het was de bedoeling dat het Britse toestel als eerste door mach 2 zou gaan, maar op 30 oktober 1970 werd de vlucht vroegtijdig afgebroken wegens brandalarm in motor twee. Op 4 november 1970 kozen beide prototypes het luchtruim met de bedoeling dat eerst het Britse en daarna het Franse toestel mach 2 zouden halen. Nu kregen de Britten te maken met olielekkage, zodat het Franse toestel toch als eerste mach 2 haalde. Het Britse toestel bereikte mach 2 alsnog op 12 november 1970. 
Concorde 001 (F-WTSS) begon op 4 september 1971 aan een demonstratie- en verkooptour naar Zuid-Amerika. Vanuit Frankrijk vloog het toestel naar de Kaapverdische eilanden en maakte vandaar de oversteek naar Zuid-Amerika en daarmee de eerste trans-Atlantische vlucht. Tijdens de tour werden Buenos Aires, Sao Paulo, Rio de Janeiro en Cayenne aangedaan. Concorde 002 (G-BSST) maakte in 1972 een demonstratie- en verkooptour naar Azië en Australië. Hierbij werden Teheran, Bombay, Singapore, Tokyo, Manilla, Sydney en Dhahran bezocht.
| Serie- nummer | Gebouwd door                 | Voltooid          | Registratie | Eerste vlucht | Laatste vlucht  | Vlieguren | Opmerkingen                  |
| ------------- | ---------------------------- | ----------------- | ----------- | ------------- | --------------- | --------- | ---------------------------- |
| 001           | Sud Aviation                 | 11 december 1967  | F-WTSS      | 2 maart 1969  | 19 oktober 1973 | 870       | TSS = Transport SuperSonique |
| 002           | British Aircraft Corporation | 12 september 1968 | G-BSST      | 9 april 1969  | 4 maart 1976    | 835       | SST = SuperSonic Transport   |

### Pre-productie

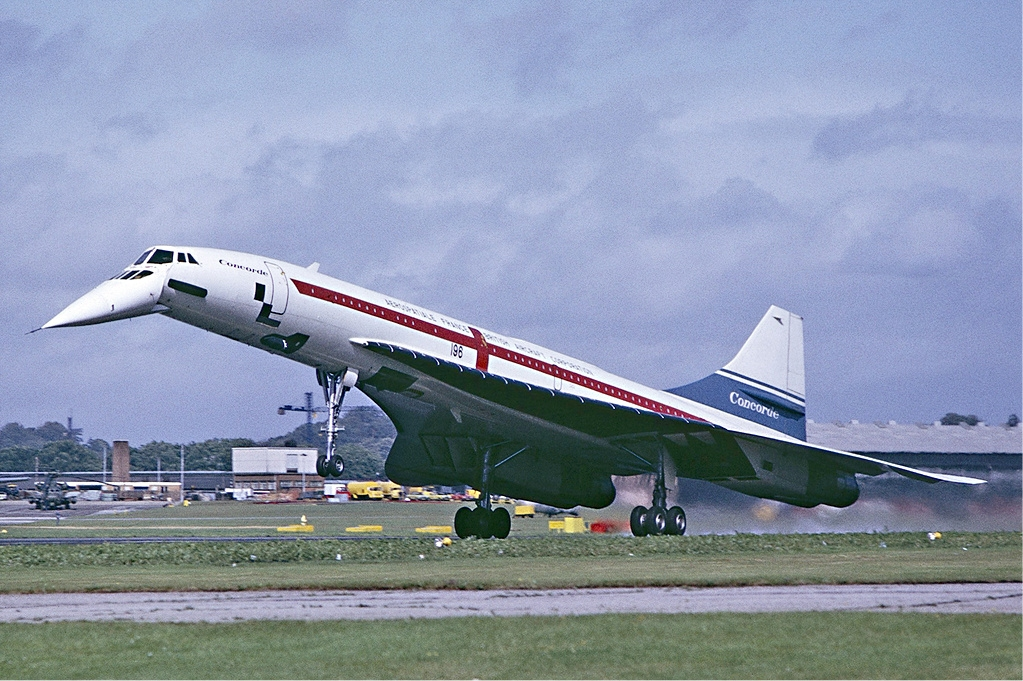
Pre-productietoestel landt op 7 september 1974 in Farnborough

Na de prototypes werden ook een Brits en een Frans pre-productietoestel gebouwd ter afronding van het testprogramma. De pre-productietoestellen zijn op vele punten verbeterd ten opzichte van de prototypes, waarbij zowel onderzoeksresultaten als bevindingen met de prototypes zijn verwerkt. De romp was 2,5 meter langer, het vizier in de bewegende neus was doorzichtig gemaakt, de vleugelvorm was op details gewijzigd en de motoren waren krachtiger dan de eerste exemplaren. Net als de prototypes werden ook de pre-productietoestellen voorzien van allerlei meetapparatuur en twee ontsnappingsluiken waardoor de bemanning in noodgevallen het toestel per parachute kon verlaten. 
Het eerste pre-productietoestel, de Concorde 101 (G-AXDN), verliet op 20 september 1971 de fabriek in Filton en maakte op 17 december 1971 de eerste vlucht. Op 12 februari 1972 ging de Concorde 101 voor het eerst door de geluidsbarrière. De 101 werd vooral ingezet om het motorbesturingssysteem te testen onder verschillende omstandigheden. 
Het Franse pre-productietoestel, Concorde 102 (F-WTSA), rolde op 28 september 1972 uit de fabriek en maakte de eerste vlucht op 10 januari 1973. Op 23 februari vloog de 102 non-stop van Toulouse naar IJsland en terug in 3:27 uur, deze afstand is gelijk aan de afstand Parijs - New York. Op 3 maart werd een vergelijkbare vlucht uitgevoerd van Toulouse naar West-Afrika, waarbij in 3:38 uur 3900 mijl, de afstand New York - Frankfurt am Main, werd afgelegd. Toch annuleerde het Duitse Lufthansa een maand later haar bestelling. 
Op 18 september vertrok de 102 naar Las Palmas en vloog vandaar door naar Caracas. Op 20 september 1973 was ze de publiekstrekker bij de opening van het vliegveld Dallas-Fort Worth. De 102 keerde terug via Washington D.C. en vloog op 26 september in een recordtijd van 3:33 uur terug naar Parijs. Van 7 februari tot 19 februari 1974 werden tests bij zeer lage temperaturen uitgevoerd in Fairbanks (Alaska).
| Serie- nummer | Gebouwd door                 | Voltooid          | Registratie | Eerste vlucht    | Laatste vlucht   | Vlieguren | Opmerkingen                                                                  |
| ------------- | ---------------------------- | ----------------- | ----------- | ---------------- | ---------------- | --------- | ---------------------------------------------------------------------------- |
| 101           | British Aircraft Corporation | 20 september 1971 | G-AXDN      | 17 december 1971 | 20 augustus 1977 | 633       |                                                                              |
| 102           | Aérospatiale                 | 28 september 1972 | F-WTSA      | 10 januari 1973  | 20 mei 1976      | 656       | Staat nu opgesteld in Flugausstellung Peter Junior, Hermeskeil in Duitsland. |

### Productie

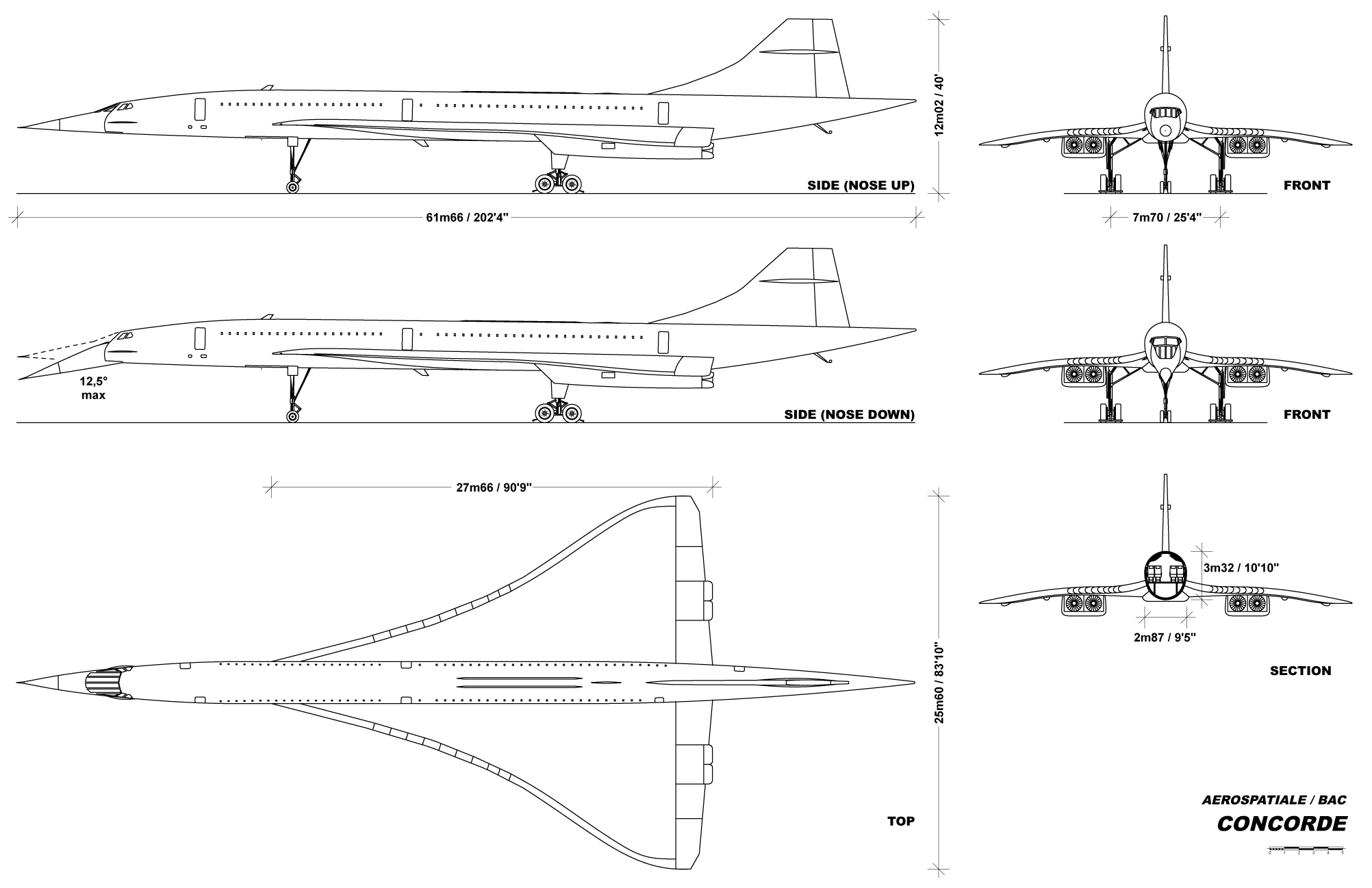
Bouwtekening van de productietoestellen

In april 1971 werd toestemming gegeven voor de bouw van de nummers 207 t/m 210 en voor de inkoop van materiaal voor nog eens zes toestellen. Op 7 december 1971 stelden de Britse minister van lucht en ruimtevaart, Frederick Corfield, en de Franse minister van Verkeer, Jean Chamant, de catalogusprijs van een Concorde op £ 13 miljoen. 
De eerste definitieve bestellingen kwamen op 25 mei 1972 van BOAC en 28 juli 1972 van Air France, voor respectievelijk vijf en vier toestellen. In 1972 sloten Iran en China een luchtvaartverdrag dat voorzag in lijndiensten tussen Teheran enerzijds en Shanghai en Peking anderzijds. Geografisch zou Teheran als tussenstop kunnen fungeren op een supersonische verbinding tussen Europa en China, wat resulteerde in drie voorlopige kooporders van Civil Aviation Administration of China (CAAC), twee op 24 juli 1972 en een op 28 augustus 1972, en twee voorlopige kooporders en een optie van Iran Air op 8 oktober 1972. 
Hiermee was het totaal van bestellingen en opties gestegen tot 75, maar de voortekenen van de grote klap hadden zich al aangediend met het afhaken van Air Canada en het schrappen van een optie door Pan Am in september. United Airlines haakte eind oktober af toen bekend werd dat supersonische vluchten boven Amerikaans grondgebied niet zouden worden toegestaan. Olympic Airways toonde belangstelling voor twee toestellen en op 5 januari 1973 vloog de Concorde naar Athene voor een demonstratievlucht, maar van opties of bestellingen kwam het niet. Pan Am ging twijfelen aan de rentabiliteit ten opzichte van een andere nieuwkomer op de markt en in haar vloot, de Boeing 747. Ook die toestellen moesten immers gevuld worden. Pan Am en TWA trokken al hun opties in op 31 januari 1973 en door het wegvallen van deze twee intercontinentale maatschappijen was er voor de andere Amerikanen ook geen reden meer om de opties te handhaven. Zelfs BOAC twijfelde, ze oefende de drie openstaande opties niet meer uit en liet de koop alleen doorgaan na overheidsgaranties. De bouwers schaften het systeem met betaalde opties af op 30 maart 1973 en de aanbetalingen werden teruggestort. 
Het productieplan voorzag begin maart 1973 in de bouw van 16 toestellen, waarbij de Franse en Chinese toestellen in Toulouse en de Britse en Iraanse toestellen in Filton gebouwd zouden worden. Optimistische tellingen kwamen toen nog tot 24 toestellen waarvan 10 opties (Air India 2, Iran Air 1, Lufthansa 3 en Qantas 4). Lufthansa trok haar opties in, nadat bleek dat het vliegbereik niet voldoende was om New York - Frankfurt am Main onder alle omstandigheden non-stop af te leggen. Hierdoor zou een tussenlanding in Shannon moeten worden opgenomen, waarmee de tijdwinst voor een groot deel verloren zou gaan. Qantas annuleerde niet maar bestelde evenmin en verdere bestellingen bleven uit. 
Toen als gevolg van de oliecrisis de brandstofprijzen sterk stegen, maakte het hoge brandstofgebruik van de Concorde het toestel onrendabel, voor Onassis was dit de reden om niet tot aankoop van twee toestellen voor Olympic Airways over te gaan. 
De eerste productietoestellen naderden eind 1973 hun voltooiing, maar het orderboek was niet groter dan 14 toestellen en het project stond op losse schroeven. In juli 1974 gaven de Britse en Franse regering het groene licht voor het voltooien van totaal zestien toestellen (twee al gebouwde fabriekstoestellen, de negen bestellingen en de vijf voorlopige koopcontracten), alsmede onderdelen voor nog eens zes toestellen. De oneven nummers werden gebouwd in Toulouse, de even nummers in Filton.
| Serie- nummer | Gebouwd voor                 | Eerste vlucht    | Geleverd          | Geleverd aan    | Registratie | Laatste vlucht   | Opmerkingen |
| ------------- | ---------------------------- | ---------------- | ----------------- | --------------- | ----------- | ---------------- | --- |
| 201           | Aérospatiale                 | 6 december 1973  |                   |                 | F-WTSB      | 19 april 1985    | Aanvankelijk bestemd voor Air France. Door Aérospatiale gebruikt voor onderzoek en ontwikkeling. Te bezichtigen in het Musée de l'Air et de l'Espace in Parijs.   |
| 202           | British Aircraft Corporation | 13 februari 1974 |                   |                 | G-BBDG      | 24 december 1981 | Aanvankelijk bestemd voor BOAC. Door British Aerospace gebruikt voor onderzoek en ontwikkeling.                                                                   |
| 203           | CAAC                         | 31 januari 1975  | 6 januari 1976    | Air France      | F-BTSC      | 25 juli 2000     | Aanvankelijk bestemd voor Pan Am. Verhuurd aan Air France en op 23 okt 1980 verkocht aan AF, verongelukt bij Gonesse op 25 juli 2000, zie: Air France-vlucht 4590 |
| 204           | BOAC                         | 27 februari 1975 | 13 januari 1976   | British Airways | G-BOAC      | 31 oktober 2003  | Registratie verwijst naar de British Overseas Airways Corporation. Te bezichtigen op Manchester Airport                                                           |
| 205           | Air France                   | 25 oktober 1975  | 19 december 1975  | Air France      | F-BVFA      | 12 juni 2003     | Te bezichtigen in het Steven F. Udvar-Hazy Center van het National Air and Space Museum bij Washington Dulles International Airport                               |
| 206           | BOAC                         | 5 november 1975  | 14 januari 1976   | British Airways | G-BOAA      | 12 augustus 2000 | Te bezichtigen in het National Museum of Flight in East Fortune, Schotland                                                                                        |
| 207           | Air France                   | 6 maart 1976     | 8 april 1976      | Air France      | F-BVFB      | 24 juni 2003     | Te bezichtigen in het Sinsheim Auto & Technik Museum bij Sinsheim                                                                                                 |
| 208           | BOAC                         | 18 mei 1976      | 30 september 1976 | British Airways | G-BOAB      | 15 augustus 2000 | |
| 209           | Air France                   | 9 juli 1976      | 27 juli 1976      | Air France      | F-BVFC      | 27 juni 2003     | |
| 210           | BOAC                         | 25 augustus 1976 | 6 december 1976   | British Airways | G-BOAD      | 10 november 2003 | Door Singapore Airlines ingezet op de route LHR-BAH-SIN. Te bezichtigen op het vliegdekschip Intrepid (Intrepid Sea, Air & Space Museum) in New York, USA         |
| 211           | Air France                   | 10 februari 1977 | 26 maart 1977     | Air France      | F-BVFD      | 27 mei 1982      | |
| 212           | BOAC                         | 17 maart 1977    | 20 juli 1977      | British Airways | G-BOAE      | 17 november 2003 | Te bezichtigen op Grantley Adams International Airport in Barbados                                                                                                |
| 213           | CAAC                         | 26 juni 1978     | 18 september 1978 | Air France      | F-BTSD      | 14 juni 2003     | Aanvankelijk geregistreerd als F-WJAM. Te bezichtigen in het Musée de l'Air et de l'Espace in Parijs.                                                             |
| 214           | Iran Air                     | 21 april 1978    | 6 februari 1980   | British Airways | G-BOAG      | 5 november 2003  | Aanvankelijk geregistreerd als G-BKFW, opgesteld in het Museum of Flight in Seattle                                                                               |
| 215           | CAAC                         | 26 december 1978 | 23 oktober 1980   | Air France      | F-BVFF      | 11 juni 2000     | Aanvankelijk geregistreerd als F-WJAN |
| 216           | Iran Air                     | 20 april 1979    | 13 juni 1980      | British Airways | G-BOAF      | 26 november 2003 | Aanvankelijk geregistreerd als G-BFKX |

BOAC ging in 1974 over in British Airways, de registraties van de Britse Concordes zijn echter wel gerelateerd aan BOAC. Iran Air wilde eerst de landingsrechten in New York rond hebben voordat tot afname zou worden overgegaan. Na de Iraanse revolutie eind 1978 kwam de hele order ter discussie en Iran Air annuleerde haar toestellen definitief in februari 1980. CAAC annuleerde twee toestellen in december 1979 en het derde toestel in februari 1980. Singapore Airlines was wel te vinden voor de Concorde, maar zag na problemen met landen op de route af van koop. 
British Caledonian had in het voorjaar van 1979 ook plannen voor de aanschaf van twee Concordes voor haar diensten naar West-Afrika en later eventueel ook naar Noord- en Zuid-Amerika. British Caledonian zag hiervan af wegens de hoge brandstofkosten. De vijf onverkochte toestellen werden min of meer aan Air France en British Airways opgedrongen voor FFR 1 respectievelijk £ 1 per stuk omdat er geen kopers voor te vinden waren, later werden ook de fabriekstoestellen naar Air France en British Airways doorgeschoven zodat ze beide over acht toestellen beschikten. Uiteindelijk heeft het project £ 1,3 miljard gekost, bijna het tienvoudige van de oorspronkelijke begroting, de opbrengsten kwamen niet verder dan 6% van de begroting, namelijk de negen tegen catalogusprijs verkochte toestellen.

### Certificering

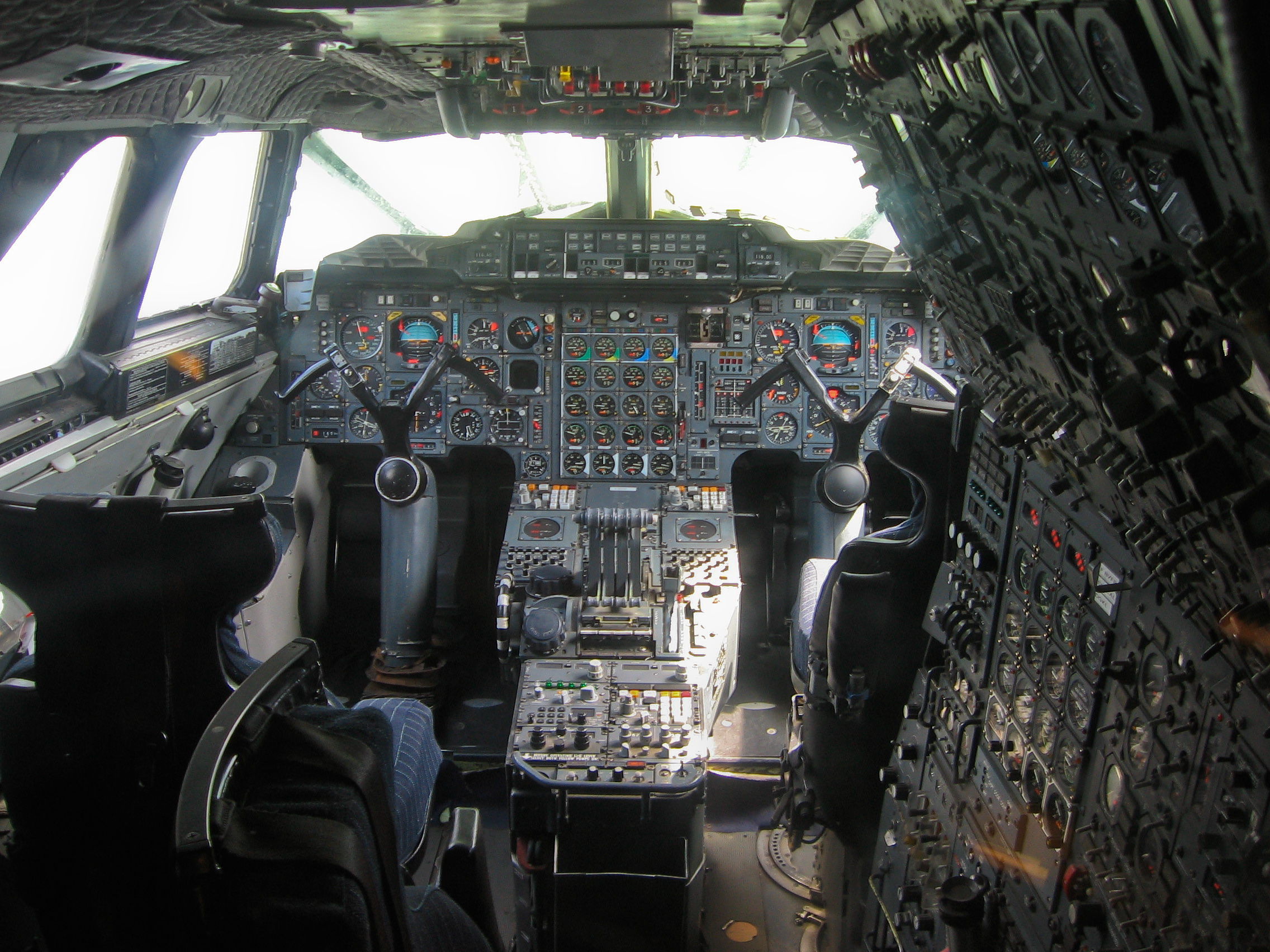
Cockpit van de Concorde

Voor het verkrijgen van een bewijs van luchtwaardigheid werd naast de technische voorwaarden ook geëist dat de luchtvaartmaatschappijen aantoonden dat ze het vliegtuig op de beoogde routes in konden zetten. Hiervoor moesten 1000 vlieguren worden gemaakt, maar door de testresultaten van Concorde 102 werd dit verlaagd tot 750 uur. 
Aérospatiale en Air France maakten hiervoor tussen 28 mei en 2 augustus 1975 124 vluchten met Concorde 203 (F-BTSC). Hierbij werd van Parijs naar Dakar en Rio de Janeiro via Dakar gevlogen, Caracas werd via Lissabon bereikt en Gander rechtstreeks vanaf Parijs. Daarnaast werden diverse ronden gevlogen boven de Middellandse Zee en boven de Atlantische Oceaan non-stop naar IJsland en terug. BAC en British Airways maakten 130 vluchten tussen 7 juli en 13 september 1975 met Concorde 204 (G-BOAC). Hierbij werden vanaf Londen ronden gevlogen boven de Atlantische Oceaan en ook vanaf Bahrein en Singapore werden diverse rondvluchten uitgevoerd. 
Naast deze rondvluchten werden meerdere retourvluchten uitgevoerd tussen Londen en Beiroet, Bahrein en Bombay, Singapore en Bombay, Kuala Lumpur en Bombay, Kuala Lumpur en Bahrein, Singapore en Melbourne en Singapore en Kuala Lumpur. 
Tijdens deze routetests kwam aan het licht dat de automatische piloot problemen had met het vasthouden van een constante snelheid. Omdat het Machgetal mede afhankelijk is van de temperatuur leidde de opdracht mach-hold tot onbedoeld stijgen en dalen alsmede snelheidsverschillen als gevolg van temperatuurschommelingen. Dit probleem werd verholpen en op 9 oktober 1975 verkreeg de Concorde het Franse bewijs van luchtwaardigheid. Het Britse bewijs van luchtwaardigheid volgde op 5 december 1975.

## Luchtdiensten
Landingen van de Concorde stuitten her en der op lokaal verzet vanwege de geluidsoverlast, luchtvervuiling en mogelijke veiligheidsrisico's. Economische belangen waren soms ook een reden om de Concorde tegen te werken. Hierdoor werden de eerste vluchten uitgevoerd naar bestemmingen buiten de Verenigde Staten. 
Op 21 januari 1976 vertrok een Concorde van British Airways van Londen naar Bahrein, en vertrok een Concorde van Air France van Parijs naar Rio de Janeiro. In feite was het toestel op dat moment al onrendabel door de gestegen brandstofprijzen.

### Air France

#### Lijnvluchten

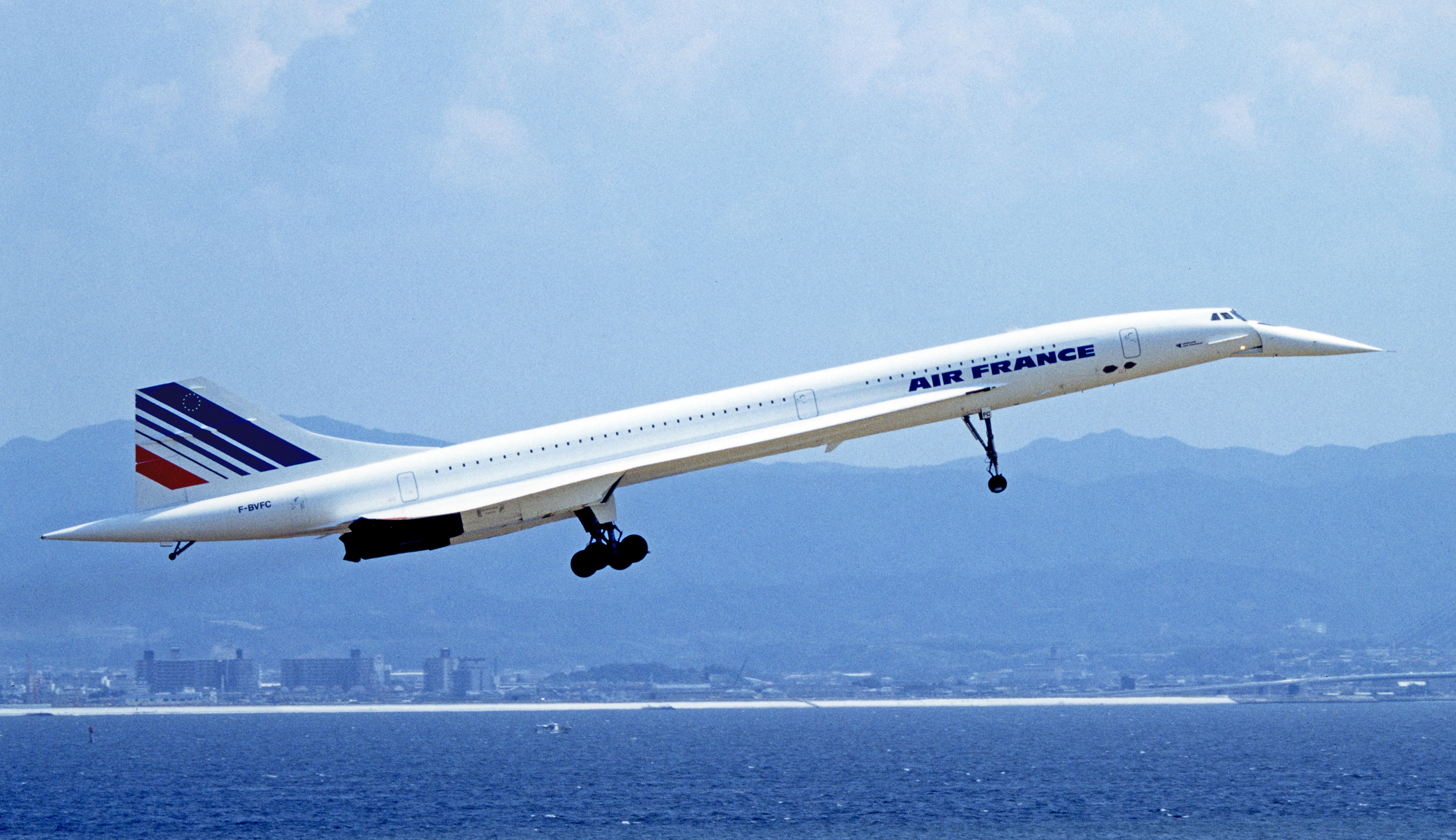
Concorde van Air France tijdens de landing in Osaka in 1994

Door grote weerstand tegen de SST in de Verenigde Staten waren de landingsrechten niet rond toen de Concordes op 21 januari 1976 met lijnvluchten begonnen. Air France kon de openingsvlucht dan ook niet naar New York laten plaatsvinden en koos, niet helemaal toevallig, voor Brazilië. 
Frankrijk had al 4 januari willen starten, maar wachtte tot de Britten ook klaar waren met de voorbereidingen van hun eerste vlucht. Concorde 205 (F-BVFA) deed 7:03 uur over het traject Parijs - Rio de Janeiro, inclusief de tussenlanding in Dakar die een uur in beslag nam. Op 9 april 1976 startte Air France haar tweede Concordedienst, nu naar Caracas met een tussenlanding op de Azoren. De diensten naar Rio de Janeiro en Caracas werden tot 1 april 1982 onderhouden. 
Op 24 mei 1976 was er toestemming voor Concordevluchten naar Washington, hiervoor werd een simultane aankomst met British Airways gepland. In Washington werden de Concordes met de neuzen naar elkaar voor het futuristische luchthavengebouw geparkeerd, wat in ieder geval mooie foto's opleverde. Air France werd hierbij geconfronteerd met het probleem waarom Lufthansa destijds was afgehaakt. Het vliegbereik was net genoeg voor de afstand Parijs - Washington, maar om binnen de veiligheidsmarges te blijven konden slechts 80 passagiers worden vervoerd. Door de gewichtsbesparing bleef er dusdoende voldoende brandstofreserve over voor noodgevallen. British Airways kon wel alle 100 stoelen verkopen omdat Londen ongeveer 250 km dichterbij is. 
De eerste vlucht naar New York kwam pas op 22 november 1977 eveneens met een gezamenlijke aankomst met British Airways, de dienst naar New York werd voortgezet tot 25 juli 2000. Na het vliegverbod als gevolg van het neerstorten van een Concorde bij Gonesse werd de dienst op 7 november 2001 hervat om op 31 mei 2003 definitief gestaakt te worden. Vanaf 20 september 1978 werd vanaf Washington doorgevlogen naar Mexico City.
De rechtstreekse verbinding Parijs - Washington kreeg op 30 maart 1981 een tussenlanding in New York en op 1 november 1982 staakte Air France alle vluchten naar of via Washington.

#### Chartervluchten
De Sjah van Perzië huurde in 1978 regelmatig een Concorde bij Air France om gasten in te vliegen vanuit Parijs naar Teheran of het vakantie-eiland Kish. De eerste vlucht vond plaats op 24 januari 1978 met de Concorde 209 (F-BVFC) die 3:15 uur deed over de vlucht van Parijs naar Kish. 
Op 24 mei 1986 vloog Air France voor het eerst naar Schiphol met winnaars van een wedstrijd rond de introductie van de Renault 21 en op 24 april 1992 charterde de KNvVL een Concorde voor een vlucht naar Schiphol. In 1994 werd een Concorde ingehuurd om de opening van de internationale Luchthaven Kansai bij Osaka luister bij te zetten. De Concorde die in 2000 verongelukte voerde een chartervlucht uit voor een Duitse rederij.

#### Ramp in 2000
Op 25 juli 2000 kwamen 113 mensen (100 passagiers, 9 bemanningsleden en 4 mensen op de grond) om het leven bij een ramp met een Concorde van Air France. Het toestel steeg op van luchthaven Parijs-Charles de Gaulle met een brandende brandstoftank, probeerde nog een noodlanding te maken, maar werd onbestuurbaar en stortte neer op een bijgebouw van een hotel in het dorp Gonesse, even ten noordoosten van Parijs. 
De Concordes van British Airways en de resterende vijf Concordes van Air France werden direct na het ongeluk aan de grond gehouden. British Airways nam echter de beslissing, na het overwegen van de risico's, om een dag later weer commerciële vluchten uit te voeren. Op 16 augustus 2000 werden ook de BA-Concordes door de luchtvaartautoriteiten aan de grond gehouden, door het intrekken van het bewijs van luchtwaardigheid.
Volgens een later gepubliceerd onderzoeksrapport was het linker landingsgestel van de Concorde bij de start over een beugel gereden. Die was losgekomen van een motor van een Douglas DC-10 van Continental Airlines die even daarvoor was opgestegen. Hierdoor klapte een band van het landingsgestel en sloegen stukken van die band tegen de linkervleugel (tevens brandstoftank). Dit veroorzaakte een schokgolf, waardoor de brandstoftank scheurde. De lekkende brandstof begon te branden. 
Bovendien kwamen stukken rubber via de luchtinlaat in de twee linkermotoren terecht die daardoor uitvielen. De snelheid lag toen al te hoog om de start af te kunnen breken. Doordat het landingsgestel niet meer kon worden ingetrokken was de luchtweerstand zo groot dat de twee resterende motoren het toestel niet meer in de lucht konden houden. De brand zelf verwoestte in korte tijd de besturingsorganen van de linkervleugel. Door het verlies van stuwkracht en bestuurbaarheid stortte het toestel binnen een minuut na opstijgen neer.
Continental en een medewerker werden in eerste aanleg door een rechtbank veroordeeld tot het betalen van schadevergoedingen en boetes wegens nalatigheid. In het hoger beroep, dat in 2012 diende, werd deze uitspraak ongedaan gemaakt. Een onderhoudsmonteur is veroordeeld tot een celstraf van vijftien maanden voorwaardelijk. Het Europese luchtvaartconsortium EADS is door de rechter veroordeeld tot het betalen van schadevergoedingen aan de nabestaanden.

### British Airways

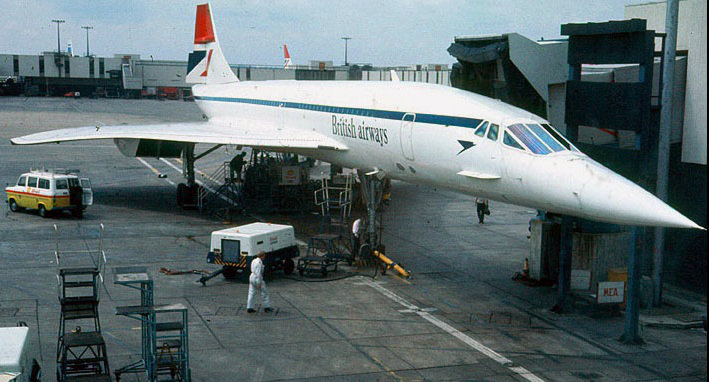
Concorde van British Airways in de kleurstelling van 1976-1980

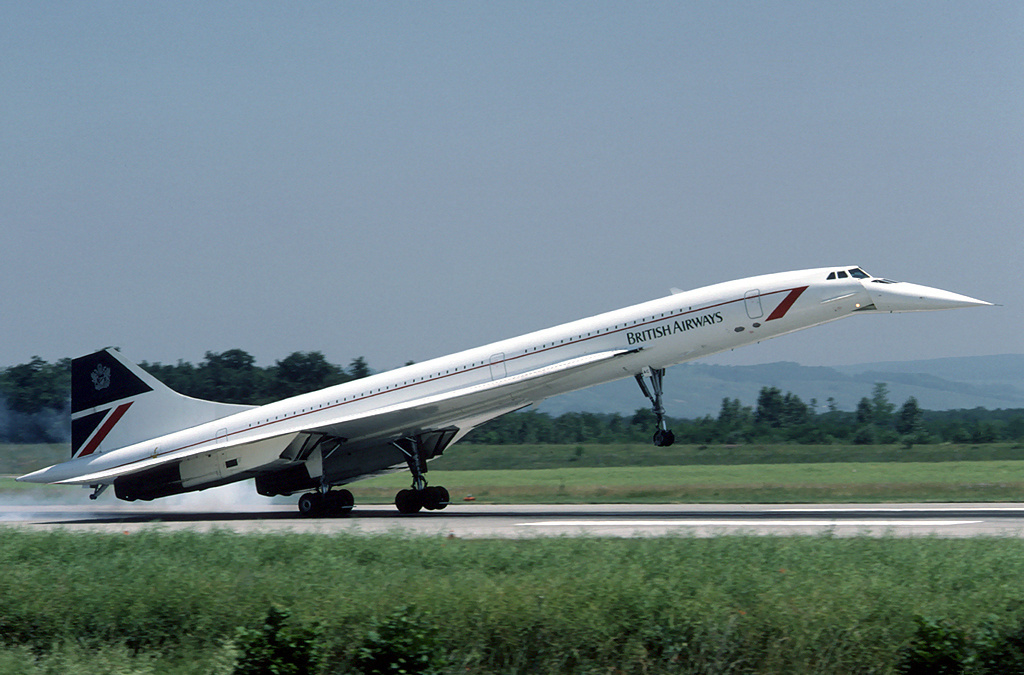
Concorde van British Airways in de kleurstelling van 1985-1999

#### Lijnvluchten
British Airways had diverse bestemmingen op het oog voor de Concorde, waarbij de trans-Atlantische vluchten de meest belovende waren. In het voorjaar van 1976 publiceerde British Airways een overzicht met beoogde bestemmingen en een vergelijking van de vliegtijden van en naar Londen.
| Bestemming   | Subsonisch | Concorde  |
| ------------ | ---------- | --------- |
| Bahrein      | 7:20 uur   | 4:10 uur  |
| Johannesburg | 12:10 uur  | 7:20 uur  |
| New York     | 7:05 uur   | 3:30 uur  |
| Melbourne    | 24:30 uur  | 13:25 uur |
| Tokio        | 14:40 uur  | 6:45 uur  |
| Singapore    | 17:45 uur  | 10:00 uur |
| Washington   | 7:40 uur   | 3:55 uur  |

Net als Air France moest British Airways genoegen nemen met een openingsvlucht naar een andere bestemming dan New York. Hiervoor werd gekozen voor de eerste etappe van de route naar Australië, waarmee Bahrein de eerste Concordebestemming van British Airways werd. De Concorde 206 (G-BOAA) deed 3:38 uur over de vlucht Londen - Bahrein. 
De overige bestemmingen van de lijst waren nog afhankelijk van toestemming van de landen langs de route. Bahrein was ook niet optimaal omdat boven Frankrijk, Zwitserland en Noord Italië niet supersonisch gevlogen mocht worden, zodat pas ten zuiden van Venetië boven de Adriatische Zee de snelheid er echt in kwam. Saudi Arabië had aanvankelijk toegestaan om boven land supersonisch te vliegen maar trok dat in 1980 weer in. 
Singapore en Melbourne moesten de volgende bestemmingen van deze route worden (zie verder Singapore Airlines). De route naar Johannesburg zou gevlogen worden met een tussenstop in Lagos, in 1982 heeft British Airways overwogen om het deel Londen - Lagos alsnog te starten maar zag daar toch vanaf.
Voor de route naar Tokio zag Japan Airlines de poolroute voor de Concorde in 1973 al niet zitten en de kortste routes liepen over land. De route via Teheran en China was misschien een mogelijkheid. De voorgestelde, inderdaad kortste, route met een tankstop in Novosibirsk was welhaast avontuurlijk. De Sovjet-Unie had dan toe moeten staan dat een westers vliegtuig, net als straaljagers, supersonisch over haar grondgebied zou vliegen. Deze route is evenmin tot stand gekomen.
De Verenigde Staten gaven in het voorjaar van 1976 toestemming voor vluchten naar Washington. Op 24 mei 1976 vond de eerste vlucht van Londen naar Washington plaats, British Airways onderhield deze dienst tot 1 november 1994. New York volgde, na diverse rechtszaken, pas op 22 november 1977, deze dienst werd onderhouden tot 15 augustus 2000. De opschorting was het gevolg van de ramp bij Gonesse, de dienst werd hervat op 7 november 2001 en definitief beëindigd op 24 oktober 2003. 
Van 12 december 1987 tot 30 augustus 2003 werd er een dienst onderhouden tussen London en Barbados waarbij ook het aantal passagiers werd beperkt. In de zomer van 1988 voerde British Airways ook enkele diensten uit tussen Londen en Dallas/Fort Worth. Naar Schiphol werd één keer een lijnvlucht uitgevoerd toen een Concorde diende als invaller voor een defecte Boeing 737.

#### Chartervluchten

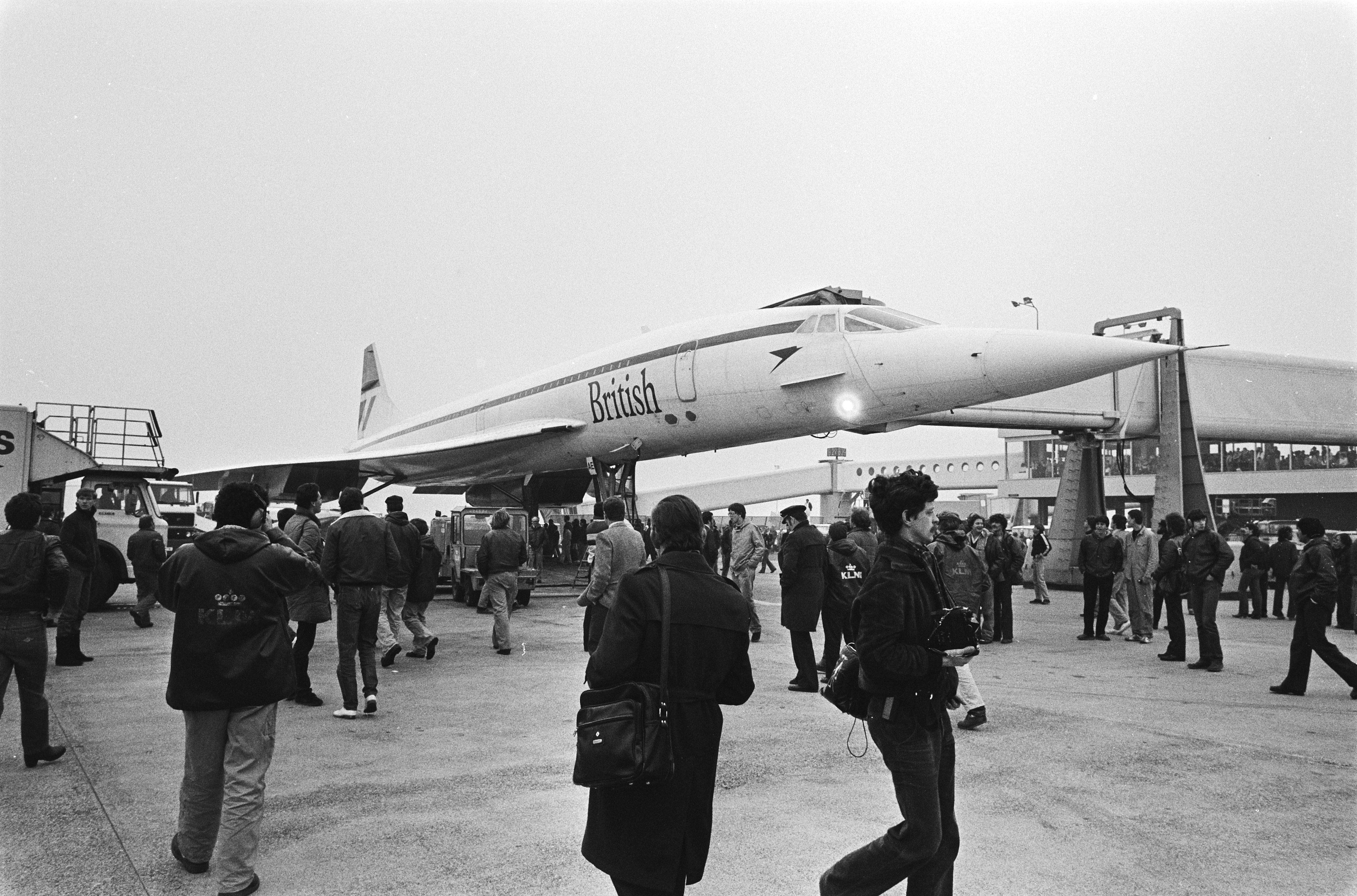
Een British Airways-Concorde op bezoek op Schiphol, 27 februari 1982

Net als Air France zette British Airways de Concorde regelmatig in buiten de lijndienst. Door verschillende reclameacties en chartervluchten binnen Groot-Brittannië werden soms wel 100 vluchten per jaar uitgevoerd. Schiphol werd ook meerdere malen aangedaan. 
Op 31 maart 1989 werd gestart met een supersonische reis om de wereld via de route New York, Acapulco, Oakland, Honolulu, Papeete, Christchurch, Sydney, Perth, Colombo, Mombasa, Kaapstad, Monrovia en Londen. De vlucht werd uitgevoerd door de G-BOAF en duurde in totaal 23 dagen. Tussen Christchurch en Sydney verloor de Alpha-Foxtrot een deel van zijn staart, maar het toestel landde veilig in Sydney. Vanaf Londen werd een nieuw staartroer meegegeven met een Boeing 747 van British Airways, zodat de vlucht na reparatie kon worden voortgezet.

### Singapore Airlines

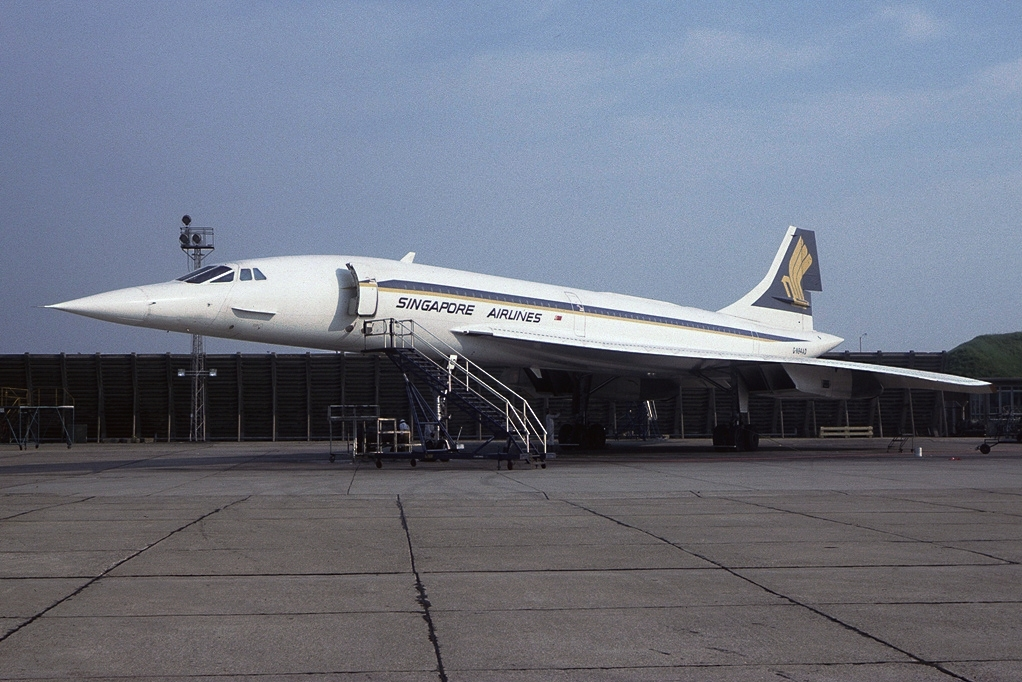
Concorde van Singapore Airlines (G-BOAD) op Heathrow in 1979

Singapore was van meet af aan een beoogde tussenstop voor de vluchten van Londen naar Melbourne. Nadat alle door British Airways bestelde toestellen waren geleverd, kon ook de Kangaroo Route naar Australië ter hand worden genomen. De bestaande dienst naar Bahrein zou hiervoor worden doorgetrokken en British Airways ging een samenwerking aan met Singapore Airlines voor een gezamenlijke dienstuitvoering. 
De Concorde 210 werd aan de linkerzijde in de kleuren van Singapore Airlines gespoten, waarmee zij de derde en laatste luchtvaartmaatschappij werd met een Concorde in eigen kleuren. Voor de gezamenlijke dienst Londen - Bahrein - Singapore leverde Singapore Airlines het cabinepersoneel en British Airways de vliegers. Singapore Airlines wilde twee toestellen, inclusief vliegers, huren van de fabrikanten. Die konden echter niet garanderen dat ze vier jaar lang vliegers en onderhoud zouden kunnen leveren, dus de 9V-SIA en de 9V-SIB kwamen er niet. 
De dienst werd gestart op 9 december 1977 maar al na een week gestaakt omdat Maleisië met milieu-argumenten het overvliegen verbood. Op 16 december 1977 waren drie retourvluchten uitgevoerd toen de dienst werd opgeschort. De Concorde van Singapore Airlines werd in het vluchtschema van British Airways geïntegreerd. Voor Singapore Airlines betekende dit een enorme reclame in de Verenigde Staten omdat ze daar met "haar" Concorde gezien werd. 
Na een jaar onderhandelen met Maleisië over de aanvliegroutes hervatte Singapore Airlines de dienst op 24 januari 1979. De overeenstemming met Maleisië betekende geen rust; India, ooit zelf SST-kandidaat, wilde in ruil voor supersonische vluchten over haar grondgebied extra landingsrechten in Londen voor Air India. Daarover werd geen overeenstemming bereikt en ook Saoedi-Arabië wilde geen toestemming meer geven.
De extra subsone trajecten zorgden voor extra brandstofverbruik en een langere vliegtijd. De resterende tijdwinst woog voor de reizigers blijkbaar niet op tegen de hogere ticketprijs en de bezettingsgraad daalde. De verliezen liepen op en op 1 november 1980 stopten Singapore Airlines en British Airways met de dienst Londen - Bahrein - Singapore. De geplande doortrekking naar Sydney en Melbourne via Darwin is nooit tot stand gekomen.

### Braniff
Braniff had haar opties in februari 1973 geannuleerd maar wilde vijf jaar later toch met het toestel vliegen. Voor de verbinding tussen Dallas/Fort Worth en Europa werd de bestaande dienst naar Washington op 12 januari 1979 verlengd met een subsonisch traject boven de Verenigde Staten. Braniff vloog met eigen bemanning het deel tussen Dallas en Washington en deed daar een kwartier korter over dan andere subsonische toestellen, ook al werd er gevlogen met mach 0,95. 
Reisbureaus kregen informatie en reclamemateriaal met een fotomontage van een Concorde in Braniff-beschildering. Hoewel er geen eigen toestellen werden gekocht was het wel de bedoeling om in de zomer van 1980 een aantal Concordes te voorzien van de Braniff-beschildering. De dienstuitvoering werd mogelijk door vliegtuigen die in Washington binnenkwamen, te huren van British Airways of Air France. Omdat de Singaporese Concorde meedraaide met British Airways kwam ook dat toestel regelmatig in Dallas/Fort Worth. De toestellen kwamen uit Europa binnen met een Franse of Britse registratie. Aangezien een Amerikaanse maatschappij alleen met een Amerikaanse registratie mocht vliegen werden de toestellen door middel van een sticker in Washington omgeregistreerd. Op het Amerikaanse deel werd gevlogen met N-94FC als vliegtuigregistratie, het stuk naar Parijs kreeg dan weer F-BVFC als registratie. De Britten waren iets pragmatischer door de registratie integraal te veranderen in bijvoorbeeld G-N94AD en hoefden dan binnen de Verenigde Staten alleen de G- af te plakken. 
De tijdwinst binnen de Verenigde Staten was marginaal, maar Texas beschikte hiermee wel over een snelle verbinding met Europa. Braniff wilde de dienst doortrekken naar diverse Midden-Amerikaanse bestemmingen, maar dat kwam er niet meer van; vanwege de lage bezettingsgraad stopte Braniff op 1 juni 1980 met de Concorde. Hiermee verviel ook het overspuiten in Braniff-kleuren, zodat er nooit een Concorde in Braniff-kleurstelling heeft gevlogen.

### Het einde in 2003

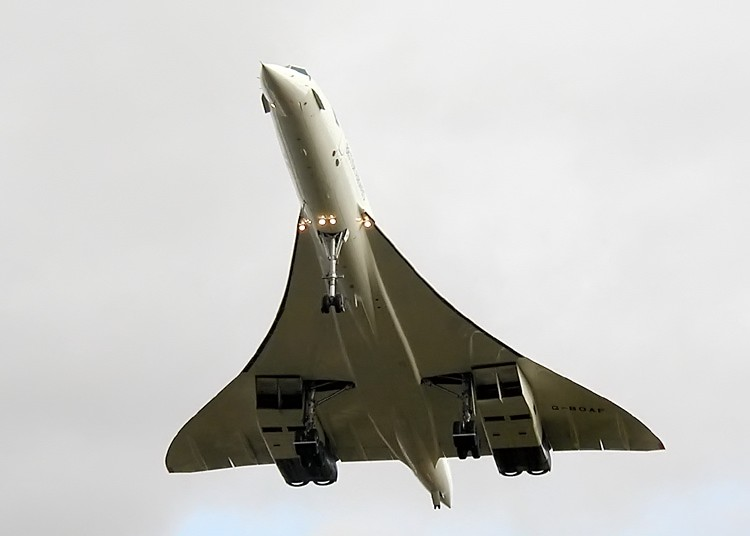
Landing bij de laatste vlucht

Hoewel de Concorde het voor een reiziger mogelijk maakte op één dag naar New York te vliegen, daar zaken te doen en dezelfde dag nog terug te keren, vonden veel zakenreizigers het tarief toch te hoog; een retourtje Londen-New York kostte € 11.000. Toen de brandstofprijzen nog verder stegen werd in oktober 2003 gestopt met de dagelijkse trans-Atlantische vluchten. Dat betekende het einde van de Concorde, die was verslagen door de tragere maar veel goedkopere widebody-vliegtuigen, zoals de Boeing 747. 
Voor het in de lucht houden van de Concordetoestellen had  British Airways tweehonderd mensen in dienst. Verder leidde de ramp in 2000 tot lagere aantallen passagiers en hogere onderhoudskosten, wat heeft bijgedragen aan de versnelde beëindiging van het Concorde-programma in 2003. 
Op 31 mei 2003 voerde Air France de laatste Concordevlucht uit. Op 24 oktober 2003 was het de beurt aan British Airways om afscheid te nemen van de Concorde. De laatste commerciële vlucht werd uitgevoerd tussen Londen en New York. Met de retourvlucht naar Londen, die uitsluitend bestemd was voor genodigden, kwam er (voorlopig) een einde aan het supersonisch tijdperk in de burgerluchtvaart, dat in totaal 28 jaar heeft geduurd.

## Musea

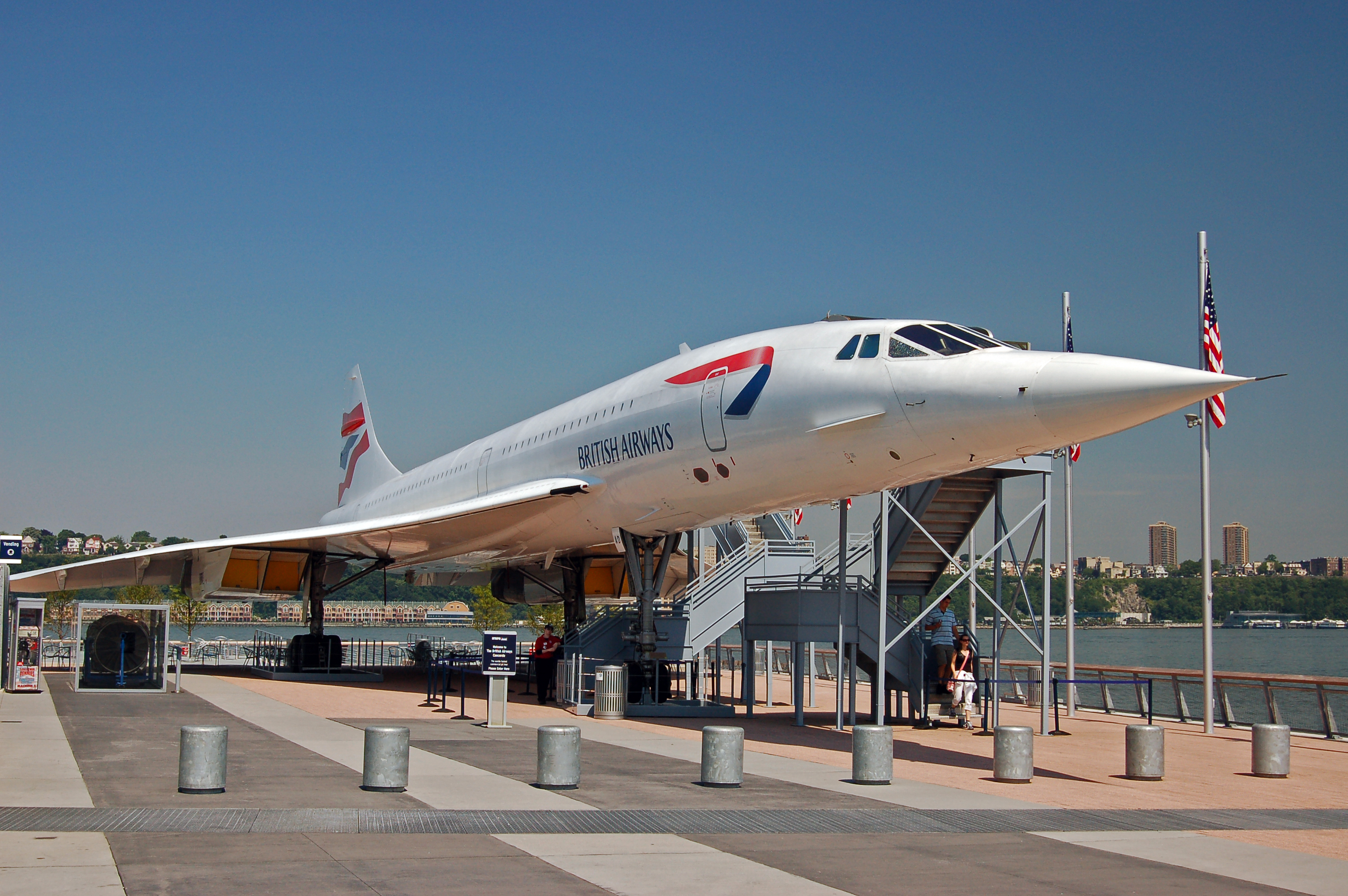
British Airways Concorde, G-BOAD, tentoongesteld in New York

Sinds 2003 staat een exemplaar van de Concorde opgesteld in het Duitse Technik-Museum Sinsheim, maar het prototype (de Franse 001) dat in maart 1969 als eerste vloog, staat opgesteld in het luchtvaartmuseum op het vliegveld van Le Bourget; het tweede prototype (de Engelse 002) staat in het Fleet Air Arm Museum in Yeovilton, Somerset (UK), terwijl de British Airways-Concorde 216 (G-BFKX) op 26 november 2003 werd teruggevlogen van Londen naar Filton waar hij (in 1979) is gebouwd; bij British Aerospace/Airbus in Bristol. Hiermee voerde Concorde 216 de allerlaatste Concorde-vlucht uit.
Een ander exemplaar, serienummer 210 (G-BOAD), van BA is te zien in het centrum van New York. Het is opgesteld in het Intrepid Sea, Air & Space Museum. Op het vliegveld Blagnac bij Toulouse, op het terrein van de Airbus A330-fabrieken, staat nog een Air France-toestel (F-BVFC) opgesteld, dat door het publiek te bezichtigen is als deel van een rondleiding.
In het luchtvaartmuseum Aéroscopia in Blagnac, nabij Toulouse in het zuidwesten van Frankrijk, staan twee Concordes tentoongesteld (1 gewone en 1 preproductie).
De eerste Engelse Concorde, de G-BOAA staat sinds 2004 in het National Museum Of Flight op East Fortune Airport in Schotland.
Een andere Engelse Concorde, met serienummer 101, is te bezichtigen in het Imperial War Museum Duxford.

## Opvolger
In juni 2005 kondigden Frankrijk en Japan aan samen een opvolger te gaan ontwikkelen voor de Concorde. Dit supersonische passagiersvliegtuig zou 300 zitplaatsen moeten krijgen, driemaal zoveel als de Concorde.

## Toekomst
Eind mei 2010 werd bekend dat onderzoekers van de Britse Save Concorde Group en de Franse organisatie Olympus 593 met succes de motoren van een Franse Concorde hebben getest. Bij deze testen zijn geen grote technische mankementen aangetroffen en dit zou betekenen dat de Concorde in de toekomst mogelijk weer zonder problemen zou kunnen vliegen. Als vervolg op de test wordt bekeken hoe het toestel weer startklaar kan worden gemaakt, gevolgd door een proefrit en een mogelijke vlucht.

## Trivia
- De Concorde vloog zo snel dat een vlucht vanuit Europa naar de Verenigde Staten, wegens het tijdsverschil, volgens de plaatselijke tijd uren eerder aankwam dan hij vertrok vanuit Europa.[36]

## Naslagwerken
- Henk Heiden De geschiedenis van de Concorde. De Alk, Alkmaar 2004 ISBN 90-6013-253-X
- (en)  D. Leney en A. Burney From the Flightdeck 5 Concorde. Ian Allan Ltd, Shepperton (Surrey) 1990. ISBN 0-7110-1896-0
- (en)  Philip Birtles Concorde. Ian Allan, Shepperton 1984. ISBN 0-7110-1433-7